# Виндиш
Виндиш (на немски: Windisch, Windisch AG) е община в окръг Бруг в кантон Ааргау в северна Швейцария с площ 4.91 km² и 7143 жители (към 31 декември 2014). Намира се при сливанетето на реките Аар и Ройс.
Виндиш е известен като римския каструм Виндониса (Vindonissa, от 14 до 101 г.) в Горна Германия и на манастир Кьонигсфелден, гробницата на Хабсбургите.
През 298 г. при Виндиш се състои битка между алеманите и римляните под цезар Констанций I.